# دوري جرينلاند لكرة القدم 1984
دوري جرينلاند لكرة القدم 1984 هو موسم من دوري جرينلاند لكرة القدم. فاز فيه Nagdlunguaq-48 ‏.